# Терегулов, Абубекир Батыр-Гиреевич
Абубекир Батыр-Гиреевич Терегулов (тат. Әбүбәкер Батыргәрәй улы Терегулов; 1 февраля 1885, Уфа — 18 декабря 1966, Казань) — российский и советский терапевт. Доктор медицинских наук (1927), профессор (1929). Заслуженный деятель науки Татарской АССР (1940), Заслуженный деятель науки РСФСР (1940).

## Биография
Окончил Уфимскую гимназию в 1906 году и поступил в Казанский университет, медицинский факультет которого окончил с отличием. После работы земским врачом возвратился в альма-матер на должность ординатора.
В 1918—1919 годах работал в Томском университете, а в 1919—1920 годах — в Иркутском университете.
В 1927 году защитил докторскую диссертацию. Ученик С. С. Зимницкого и А. Н. Казем-Бека.
В 1920—1963 годах работал в Казанском медицинском институте, где в 1929—1944 годах — заведующий кафедрой пропедевтики внутренних болезней, а в 1944—1963 годах — заведующий кафедрой госпитальной терапии. С 1963 года на пенсии.
Многолетний председатель научного общества терапевтов ТАССР, член правления Всесоюзного общества терапевтов.
Избирался депутатом Верховного Совета ТАССР и Казанского горсовета ряда созывов, был членом Татарского ЦИК, делегатом Чрезвычайного VIII Всесоюзного съезда Советов.
Соредактор «Большой медицинской энциклопедии», был членом редакционного совета журнала «Терапевтический архив». Под его руководством выполнено 17 диссертаций.

## Награды
Кавалер ордена Ленина и двух орденов Трудового Красного Знамени.

## Память
В Казани его имя носит улица (Эбубэкер Терегулов урамы — улица Абубекира Терегулова).